# 阿罗约特林塔
阿罗约特林塔是巴西圣卡塔琳娜州的一个市镇。总面积94.333平方公里，总人口3516人，人口密度37.3人/平方公里。